# Pulquéria (filha de Teodósio I)
Élia Pulquéria (385–386 (1 ano)) era filha do imperador romano Teodósio I e da imperatriz Élia Flacila. Conhecida apenas como Pulquéria, esta princesa morreu na infância e não deve ser confundida com sua sobrinha de mesmo nome mais famosa.